# Adriano Paroli
Adriano Paroli (Brescia, 30 marzo 1962) è un politico italiano, dal 23 marzo 2018 senatore della Repubblica per Forza Italia, dopo essere stato deputato alla Camera dal 9 maggio 1996 al 17 gennaio 2012 e sindaco di Brescia dal 17 aprile 2008 al 12 giugno 2013.

## Biografia
Nato a Brescia, fin da giovane si è avvicinato al movimento cattolico di Comunione e Liberazione, si è laureato in giurisprudenza all'Università degli Studi di Milano, dove durante gli studi universitari fu tra i fondatori della Cooperativa Universitaria Studio e Lavoro (poi diffusasi in tutte le università), e ha svolto le professioni di consulente aziendale e avvocato.

### Gli inizi in politica
Iniziò la sua carriera politica nelle file della Democrazia Cristiana, per la quale fu eletto consigliere comunale di Brescia nel 1991. Fu anche assessore all'urbanistica sino al 1994.
Avendo aderito a Forza Italia nel 1994, l'anno successivo fu candidato presidente della Provincia di Brescia sostenuto dal centro-destra, ma senza la Lega Nord. Fu sconfitto al ballottaggio dal candidato di centro-sinistra Battista Andrea Lepidi. Fu comunque eletto al Consiglio provinciale, dove fu capogruppo di Forza Italia-Polo popolare.
In Forza Italia, continuò ad avere incarichi a livello locale: nel 1998 e nel 2003 fu rieletto consigliere comunale (il più votato nella lista di Forza Italia). Ha presieduto anche la Commissione Bilancio.

### Elezione a deputato
Alle elezioni politiche del 1996 si candida alla Camera dei deputati nel collegio elettorale di Desenzano del Garda, sostenuto dalla coalizione di centro-destra Polo per le Libertà in quota forzista, risultando eletto deputato con il 34,32% dei voti (l'unico in provincia di Brescia) e superando i candidati della Lega Nord Luciana Bocchio (34,16%) e dell'Ulivo Riccardo Marchioro (31,51%). Nella XIII legislatura della Repubblica è stato componente della 6ª Commissione Finanze (1996-1997; 1998), della Commissione speciale per le politiche comunitarie prima e 14ª Commissione Politiche dell'Unione europea poi (1996-1998), della 3ª Commissione Affari esteri e comunitari (1997-1998) e dell'8ª Commissione Ambiente, Territorio e Lavori pubblici (1998-2001).

### Vice-capogruppo di Forza Italia alla Camera
Alle politiche del 2001 viene ricandidato alla Camera nel medesimo collegio elettorale, sostenuto dalla coalizione di centro-destra Casa delle Libertà in quota Forza Italia, venendo rieletto a Montecitorio con il 56,22% dei voti e superando i candidati dell'Ulivo, in quota Verdi, Francesco Bortolotto (35,59%), della Lista Di Pietro Marco Tisi (5,47%) e di Democrazia Europea Fabio Rocca (2,72%). Nel corso della XIV legislatura ha fatto parte della 3ª Commissione Affari esteri e comunitari, in sostituzione del ministro della difesa nei governi Berlusconi II e III Antonio Martino, della 8ª Commissione Ambiente, Territorio e Lavori pubblici e del Gruppo di cooperazione parlamentare italo-egiziano, oltre a ricoprire l'incarico di vice-capogruppo del gruppo parlamentare di Forza Italia alla Camera.

### Rielezione alla Camera
Alle elezioni politiche del 2006 viene candidato alla Camera dei deputati, tra le liste di Forza Italia nella circoscrizione Lombardia 2 in decima posizione, risultando eletto deputato come penultimo degli eletti. Nella XV legislatura della Repubblica è stato componente della 8ª Commissione Ambiente, Territorio e Lavori pubblici e della Delegazione italiana presso l'Assemblea parlamentare della NATO, oltreché consigliere del gruppo parlamentare di Forza Italia a Montecitorio.
È rieletto deputato alle politiche del 2008 per Il Popolo della Libertà.

### Sindaco di Brescia
Alle elezioni amministrative del 2008 viene candidato a sindaco di Brescia, sostenuto dalla coalizione di centro-destra formata da: Il Popolo della Libertà, Lega Nord, Unione di Centro, Partito Pensionati, Partito Socialista Democratico Italiano e le liste civiche "Lista Civica con lo Sport e il Volontariato", "Basta Tasse" e "Brescia Insieme", venendo eletto sindaco al primo turno con il 51,39% dei voti contro il 35,77% del candidato del centro-sinistra Emilio Del Bono.
A causa di una sentenza della Corte Costituzionale che stabilisce l'incompatibilità tra il mandato parlamentare e quello di sindaco di un comune sopra 20 000 abitanti, il 17 gennaio 2012 Paroli opta per la carica di sindaco e rassegna quindi le dimissioni da deputato; gli subentra Antonio Giuseppe Maria Verro.
Secondo il sondaggio annuale per Il Sole 24 Ore sul gradimento agli amministratori locali, Paroli si posiziona al 87º posto con il 49% di opinioni favorevoli, 4% in meno rispetto al 2010.
Alla tornata amministrativa del 2013, al ballottaggio, viene sconfitto dal candidato sindaco del centro-sinistra Emilio Del Bono.
L'8 febbraio 2017 viene nominato da Berlusconi come commissario regionale di Forza Italia in Veneto, al posto dell'uscente Marco Marin, rimanendo in carico fino al 31 ottobre 2018 quando gli succede Davide Bendinelli.

### Elezione a senatore
Alle elezioni politiche del 2018 viene candidato al Senato della Repubblica nel collegio uninominale Lombardia - 14 (Brescia), sostenuto dalla coalizione di centro-destra in quota Forza Italia, venendo eletto senatore con il 47,86% dei voti e superando i candidati del centro-sinistra, in quota Civica Popolare, Ignazio Messina (25,22%) e del Movimento 5 Stelle Tommaso Sila (20,22%). Nella XVIII legislatura della Repubblica è stato vicepresidente della 10ª Commissione Industria, commercio, turismo (2018-2020) e della 8ª Commissione Lavori pubblici, comunicazioni (2020-2022), oltreché membro della Giunta delle elezioni e delle immunità parlamentari, del Comitato parlamentare per i procedimenti di accusa e della delegazione italiana presso l'Assemblea parlamentare della NATO.
Ad agosto 2019, in seguito al passaggio del commissario regionale di Forza Italia in Emilia-Romagna Galeazzo Bignami a Fratelli d'Italia, viene nominato da Silvio Berlusconi al suo posto come coordinatore, rimanendo in carica fino a maggio 2021 quando subentra Enrico Aimi.
Nel dicembre 2019 è tra i 64 firmatari (di cui 41 di Forza Italia) per il referendum confermativo sulla riduzione dei parlamentari: pochi mesi prima i senatori berlusconiani avevano disertato l'aula in occasione della votazione sulla riforma costituzionale.

### Vice-capogruppo di Forza Italia al Senato
Alle elezioni politiche anticipate del 2022 viene ricandidato al Senato, tra le liste di Forza Italia nel collegio plurinominale Lombardia - 01 in quarta posizione, venendo rieletto a Palazzo Madama. Nella XIX legislatura è vice-capogruppo vicario del gruppo parlamentare di Forza Italia "Forza Italia-Berlusconi Presidente-PPE" al Senato, presidente del Consiglio di garanzia e componente della 9ª Commissione Industria, commercio, turismo, agricoltura e produzione agroalimentare, della Giunta delle elezioni e delle immunità parlamentari, del Comitato parlamentare per i procedimenti di accusa, della delegazione italiana presso l'Assemblea parlamentare della NATO, delle Commissioni parlamentari d'inchieste sul ciclo illecito dei rifiuti e sulla scomparsa di Emanuela Orlandi e Mirella Gregori.